# Петрієвці
45°37′ пн. ш. 18°32′ сх. д. / 45.61° пн. ш. 18.53° сх. д.
Петрієвці (хорв. Petrijevci) – громада і населений пункт в Осієцько-Баранській жупанії Хорватії.

## Населення
Населення громади за даними перепису 2011 року становило 2 870 осіб. Населення самого поселення становило 2299 осіб.
Динаміка чисельності населення громади:
Динаміка чисельності населення центру громади:

## Населені пункти
Крім поселення Петрієвці, до громади також входить Сатниця.

## Клімат
Середня річна температура становить 11,03°C, середня максимальна – 25,46°C, а середня мінімальна – -6,20°C. Середня річна кількість опадів – 648 мм.
| Клімат поселення                              | Клімат поселення | Клімат поселення | Клімат поселення | Клімат поселення | Клімат поселення | Клімат поселення | Клімат поселення | Клімат поселення | Клімат поселення | Клімат поселення | Клімат поселення | Клімат поселення | Клімат поселення |
| Показник                                      | Січ.             | Лют.             | Бер.             | Квіт.            | Трав.            | Черв.            | Лип.             | Серп.            | Вер.             | Жовт.            | Лист.            | Груд.            |                  |
| Середній максимум, °C                         | 5,66             | 7,87             | 12,57            | 17,17            | 22,35            | 25,46            | 25,25            | 24,90            | 20,73            | 15,30            | 9,30             | 5,40             |                  |
| Середня температура, °C                       | −0,3             | 1,91             | 6,60             | 11,25            | 16,42            | 19,52            | 21,22            | 20,90            | 16,70            | 11,30            | 5,30             | 1,40             |                  |
| Середній мінімум, °C                          | −6,2             | −3,99            | 0,71             | 5,32             | 10,50            | 13,59            | 17,22            | 16,88            | 12,70            | 7,30             | 1,30             | −2,62            |                  |
| Норма опадів, мм                              | 41               | 36               | 38               | 50               | 61               | 81               | 63               | 61               | 51               | 55               | 62               | 49               |                  |
| Середньомісячна швидкість вітру, м/с          | 2.40             | 2.60             | 2.90             | 2.80             | 2.50             | 2.30             | 2.20             | 2.03             | 2.00             | 2.20             | 2.30             | 2.40             |                  |
| Середньомісячна сонячна радіація, кДж/м²·день | 4206             | 6904             | 10909            | 15468            | 19312            | 21543            | 22131            | 20305            | 14909            | 9333             | 4711             | 3504             |                  |
| --------------------------------------------- | ---------------- | ---------------- | ---------------- | ---------------- | ---------------- | ---------------- | ---------------- | ---------------- | ---------------- | ---------------- | ---------------- | ---------------- | ---------------- |
| Джерело:                                      |                  |                  |                  |                  |                  |                  |                  |                  |                  |                  |                  |                  |                  |